# Vlag van Querétaro
De vlag van Querétaro toont het wapen van Querétaro centraal op een witte achtergrond, waarbij de hoogte-breedteverhouding van de vlag net als die van de Mexicaanse vlag 4:7 is. De vlag is op 22 september 2015 officieel aangenomen onder leiding van Portillo Tostado Lopez, wat werd vastgelegd in de Wet van het Wapen, de Vlag en het Volkslied van Querétaro.
Om de symbolen van de staat te verheerlijken, werd op 22 september 2015 de wet op het wapenschild, de vlag en het volkslied van de staat Querétaro van kracht. De staat was een van de eerste die een subnationale vlag invoerde om de inwoners van Querétaro een identiteit te geven.

De eerste staatsvlag wordt symbolisch ingesteld, zonder officiële erkenning. 1998-2015